# Sai Kanakubo
Sai Kanakubo (japanisch 金久保 彩 Kanakubo Sai; * 11. Januar 1989 in der Präfektur Ibaraki) ist ein japanischer Fußballspieler.

## Karriere
Kanakubo erlernte das Fußballspielen in der Schulmannschaft der Hanasaki Tokuharu High School und der Universitätsmannschaft der Komazawa-Universität. Seinen ersten Vertrag unterschrieb er 2011 bei Mito HollyHock. Der Verein spielte in der zweithöchsten Liga des Landes, der J2 League. Für den Verein absolvierte er drei Ligaspiele. 2013 wechselte er zum Ligakonkurrenten V-Varen Nagasaki. Für den Verein absolvierte er 43 Ligaspiele. 2015 wechselte er zum Drittligisten AC Nagano Parceiro. Für den Verein absolvierte er 17 Ligaspiele. Im Juli 2016 wechselte er zum Ligakonkurrenten Kagoshima United FC. Für den Verein absolvierte er acht Ligaspiele. Danach spielte er bei Vanraure Hachinohe und Nara Club.